# اوسیکی
اوسیکی (به چکی: Osiky) یک منطقهٔ مسکونی در جمهوری چک است که در ناحیه برنو-تسوونتری واقع شده‌است. اوسیکی ۷٫۵۶ کیلومتر مربع مساحت و ۱۳۲ نفر جمعیت دارد و ۵۷۷ متر بالاتر از سطح دریا واقع شده‌است.